# Градостроительная реформа Екатерины II
Градостроительная реформа Екатерины II — стандартизация застройки российских городов в духе классицизма, одно из проявлений Русского Просвещения.
Вскоре после вступления на трон, 25 июля (5 августа) 1763 года, императрица Екатерина II издала Указ «О сделании всем городам, их строению и улицам специальных планов, по каждой губернии особо» и поручила его исполнение архитекторам, вошедшим в «Комиссию для устройства городов», во главе которой поставила крупного государственного деятеля И. И. Бецкого. Работа созданной 11 декабря 1762 года «Комиссии для устройства городов Санкт-Петербурга и Москвы» была нацелена и на другие города Российской империи.
Реформа была направлена на замену «случайной» градостроительной системы, чрезвычайно опасной в плане возникновения пожаров, — «разумной» системой планировки в условиях развития промышленности и торговли. Живописная застройка, мягко следующая за формами рельефа, должна была уступить место «образцовым» строениям на широких прямолинейных улицах и площадях.
Возможно, толчком к проведению реформы явился пожар Твери в мае 1763 года. В 1770-х годах тверская серия с проектами восьми домов и лавок поступила для исполнения в двести городов; Тверь стала также первым русским городом с классической трёхлучевой планировкой. Веерная планировка Костромы породила известную легенду о том, что во время плавания по Волге императрица якобы бросила свой веер на карту и приказала «Быть по сему!»
За 34 года существования Комиссия подготовила генеральные планы, предусматривавшие замену исконной свободной планировки застройкой регулярного типа — 416 городов из 497 существовавших на 1787 год. Планы городов разрабатывались на основе образцовых проектов, особенно часто использовались чертежи из альбомов архитектора Гесте. В 2010 г. исторический центр Ярославля был признан ЮНЕСКО памятником Всемирного наследия как выдающийся образчик градостроительных преобразований эпохи Просвещения.